# Перевязь
Пе́ревязь (фр. écharpe, нем. Schärpe) — носимая поверх верхней одежды широкая лента из различных видов ткани или кожи.
Широкая перевязь (также в виде пояса) является элементом национального костюма у ряда народов — армян, болгар, греков, жителей Индии и других. У испанцев такой перевязью является фаха (исп. faja), у японцев — оби.
В русском женском костюме Перевязь или перевязка (стар.) — девичий головной убор, состоявший из ленты, повязанной вокруг головы, с бантом, длинные концы которого спускались вдоль спины, а также широкий ремень либо полоса ткани через плечо (обычно в форменной одежде).

## История
В прошлом представляла часть мужского придворного костюма. В XIV и XV столетиях в европейских странах перевязь носилась, как правило, вокруг туловища либо через правое плечо к левому бедру. Позднее она являлась признаком принадлежности к определённой политической группировке либо военному союзу. С развитием и усовершенствованием военной формы одежды и её унификацией право носить перевязь получили лишь офицеры. К началу XX столетия подобные украшения надевались только при проведении военных парадов. Кроме этого, примерно с 1600 года высшие ордена многих как европейских, так и восточных государств полагалось носить на широкой перевязи.
Перевязь (карабинная перевязь) у гусар (кавалеристов), к которой крепился карабин или мушкетон, называлась панталер (бандалер). Так же называется перевязь у знаменосца и его ассистентов. 

## Галерея
- Обер-офицер и штаб-офицер лейб-гвардии Преображенского полка с 1700 по 1732 год.
- Альбрехт фон Валленштейн.
- Великая княжна Мария Александровна.
- Мисс Чили 2007 Бернардита Суньига.